# Austria Wirtschaftsservice Gesellschaft
Die Austria Wirtschaftsservice Gesellschaft mbH (aws) ist die Förder- und Finanzierungsbank der Republik Österreich.
Ähnlich der deutschen Kreditanstalt für Wiederaufbau KfW liegt die Aufgabe der aws in der Abwicklung der unternehmensbezogenen Wirtschaftsförderungen des Bundes. Die austria wirtschaftsservice steht im Eigentum der Republik Österreich, Eigentümervertreter sind das Bundesministerium für Wirtschaft, Energie und Tourismus und das Bundesministerium für Innovation, Mobilität und Infrastruktur.
Die aws wurde im Jahr 2002 gegründet und vergibt jährlich etwa eine Milliarde Euro an Förderungen an die österreichische Wirtschaft. Zu den Instrumenten der aws gehören Zuschüsse, EU-Zuschüsse, Haftungsübernahmen (Bürgschaften) im In- und Ausland, zinsgünstige ERP-Fonds-Kredite sowie Beratungen und Services.

## Geschichte
Bereits 1954 wurde die BÜRGES Förderungsbank als Spezialbank des Bundes für die Förderung von kleinen und mittelständischen Unternehmen gegründet.
Im Jahr 1962 wurde der ERP-Fonds aus den Mitteln der US-Marshallplan-Hilfe gegründet. Auf Basis des Abkommens vom 2. Juli 1948 bekam Österreich die Hilfsgüter des Marshallplans geschenkt und durfte diese zu Inlandspreisen verkaufen. Die Erlöse wurden auf ein Counterpart-Konto eingezahlt. Dieses Konto wurde am 12. Juli 1962 in die Verfügungsgewalt des österreichischen Staates übergeben und der ERP-Fonds gegründet. Das Gesamtvermögen beträgt rund 3 Milliarden Euro, aus dem seit 1962 zinsgünstige Kredite für die Unternehmensförderung und Innovationsförderung vergeben werden.
1969 folgte die Gründung der Finanzierungsgarantie Gesellschaft mbH als bundeseigenes Finanzinstitut zur Absicherung von wirtschaftlichen Risiken im Zusammenhang mit Projektfinanzierungen.
Die 1984 geschaffene Innovationsagentur widmete sich vor allem der Unterstützung von wirtschaftlich verwertbaren Ideen im Hochtechnologie-, Forschungs- und Entwicklungsbereich.
Mit dem Gesetz zur Errichtung der Austria Wirtschaftsservice Gesellschaft mbH hat sich die Republik Österreich entschlossen, die oben genannten Fördereinrichtungen zusammenzuführen, um den Förderungswerbern ein zeitgemäßes und vollständiges Service bieten zu können.
Damit bündelt die aws sämtliche unternehmensbezogene Wirtschaftsförderungen des Bundes und ist als One-Stop-Shop in der Lage, Unternehmen von der Gründung bis zum Börsengang effizient zu begleiten. So leistet die aws ihren Beitrag zur Sicherung des Wirtschaftsstandortes Österreich.
Anlässlich der Wirtschaftskrise, beginnend im Jahr 2007, suchte die aws um eine Vollbankenlizenz an, um KMU-Betrieben, die besonders unter der Kreditklemme litten, mit Krediten zu helfen. Ende 2009 zog die aws das Ansuchen wieder zurück, da sie es nicht mehr als hilfreich empfand.

## Aufgaben
Mit Hilfe von Zuschüssen, Krediten, Haftungen und Beratungsleistungen konzentriert sich der Austria Wirtschaftsservice auf drei Kernfunktionen:
- Gründerbank mit Förderungen für junge Unternehmen.
- Förderbank für wachsende Unternehmen insbesondere auch in Regionalförderungsgebieten zur Sicherung des Standorts und der Wettbewerbsfähigkeit sowie zur Schaffung und Erhaltung von Arbeitsplätzen.
- Spezialist für Technologieverwertung und Innovationsförderung, speziell in den Hochtechnologiebereichen Informations- und Kommunikationswissenschaften, Life Sciences (Life Science Austria – LISA), Physical Sciences und der Kreativindustrie (impulse). Die Förderprogramme im Bereich Technologie und Innovation sind:
  - PreSeed: Förderprogramm für Vorgründungsfinanzierungen von bis zu 200.000 Euro pro Projekt (Life Science, IKT (Informations- und Kommunikations-Technologie), Physical Sciences).
  - Seedfinancing: Förderprogramm zur Finanzierung von Start-ups von bis zu 800.000 Euro pro Projekt (Life Science, IKT, Physical Sciences).
  - impulse XS, impulse XL, impulse LEAD: Förderprogramme für die Kreativindustrie von bis zu 300.000 Euro pro Projekt.
  - Management auf Zeit (MAZ): Einsatz von externen Experten, die für einen befristeten Zeitraum ihr qualifiziertes Know-how in Bereichen wie Finanzen, Vertrieb oder Technik zur Verfügung stellen.
  - Wettbewerbe und Auszeichnungen: Komplementär zu diesen Programmen werden die innovationsstimulierenden Wettbewerbe Best of Biotech und Jugend Innovativ veranstaltet sowie der Österreichische Staatspreis für Innovation ausgelobt.

Im Herbst 2009 wurde der aws-Mittelstandsfonds gegründet. Der Fonds vergibt stille Beteiligungen an mittelständische Unternehmen zur Finanzierung von wachstumsorientierten Zukunftsprojekten.
Die aws ist Mitglied der Plattform Industrie 4.0 (Österreich).

## Internationale Partnerschaften
Auf internationaler Ebene arbeitet die aws eng mit internationalen Entwicklungs- und Förderungsbanken wie der EBRD, der Europäischen Investitionsbank, dem EIF, der IFC sowie der Weltbank zusammen. Weiterhin ist sie Mitglied der AECM (European Mutual Guarantee Association/Verband der europäischen Bürgschaftsbanken), der EDFI (European Development Finance Institutions/Verband der europäischen Wirtschaftsförderungsbanken) sowie des NEFI (Network of European Financial Institutions for SME/Netzwerk der europäischen Förderbanken).